# Barra do Quaraí
Barra do Quaraí is een gemeente in de Braziliaanse deelstaat Rio Grande do Sul. De gemeente telt 3.873 inwoners (schatting 2009).

## Geografie

### Hydrografie
De plaats ligt aan de rivier de Cuareim die hier de landsgrens vormt met Uruguay. In het noordwesten mondt deze rivier uit in de Uruguay met daar het drielandenpunt in de rivier en het begin van de grens met Argentinië.

### Aangrenzende gemeenten
De gemeente grenst aan Uruguaiana. 

#### Drielandenpunt
De gemeente grenst met als landsgrens aan de gemeente Monte Caseros in het departement Monte Caseros en aan de gemeente Bonpland in het departement Paso de los Libres in de provincie Corrientes met het buurland Argentinië.
En met als landsgrens aan de stad Bella Unión in het departement Artigas met het buurland Uruguay
Het drielandenpunt bevindt zich in het midden van de samenkomst van de rivieren de Cuareim/Quaraí en de rivier de Uruguay. Er staat een markeringspunt op de Braziliaanse oever en op het eiland Ilha Brasileira in het midden van de samenkomst van de rivieren.

## Verkeer en vervoer
De plaats ligt aan de weg BR-472. Vanuit de plaats ligt er een brug over de rivier naar Uruguay.